# Парадаускас, Антанас Петрович
Антанас Петрович Парадаускас — советский хозяйственный, государственный и политический деятель.

## Биография
Родился в 1912 году в деревне Юркишке. Член КПСС с 1934 года.
С 1929 года — на хозяйственной, общественной и политической работе. В 1929—1986 гг. — подпольный коммунистический деятель в Литве, участник Великой Отечественной войны, первый секретарь Рокишкского уездного комитета КП(б) Литвы, первый секретарь Вильнюсского горкома КП Литвы, председатель партийной комиссии при ЦК КП Литвы, ответработник Президиума ВС Литовской ССР.
Избирался депутатом Верховного Совета Литовской ССР 6-7-го созывов.
Умер после 1986 года.